# Huracan
Huracan var i kosmogonin hos mayafolket i Mexiko den abstrakta principen, ett av elementen i skapelsen.
Med tiden kom han att upptas bland de andra viktiga gudarna tillsammans med Gucumatz och Tepeu. Som gud associerades han med åskan.
Namnet har givit upphov till det spanska huracán och därav det svenska ordet orkan.